# Lucius Ansius Diodorus
Lucius Ansius Diodorus war ein antiker römischer Toreut (Metallbildner) aus Kampanien. Von Diodorus ist die vergleichsweise große Anzahl von 19 signierten Werken überliefert. Dabei handelt es sich um Kasserollen und Badeschalen aus Bronze. Sie weisen eine große Verbreitung auf und wurden in Italien, der Schweiz, Frankreich, England, den Niederlanden, Deutschland, Dänemark, Rumänien, Ungarn, Kroatien und Russland gefunden, was für ausgeprägte und gut funktionierende Fernhandelsstrukturen spricht.